# Jean-Pierre Thiollet
Jean-Pierre Thiollet (Poitiers, 9 de desembre de 1956) és un escriptor i periodista francès.
Després d'estudiar a la escuela secundaria (Lycée René-Descartes i Lycée Marcelin-Berthelot, Châtellerault), a les classes preparatòries a les grans escoles (CPGE, Lycée Camille-Guérin, Poitiers) i a la Sorbona, fou periodista al Quotidien de Paris (1980-1994), a L'Amateur d'Art i a France-Soir (2009-2012).
Home de lletres i història, és autor de 50 obres. Com a escriptor és conegut pel Je m'appelle Byblos (2005) i Carré d'Art (2008).